# 27 Pułk Piechoty Obrony Krajowej
27 Pułk Piechoty Obrony Krajowej Laibach – pułk piechoty cesarsko-królewskiej Obrony Krajowej. 

## Historia pułku
27 Pułk Piechoty Obrony Krajowej Laibach został sformowany 1 października 1901 roku w Laibach (obecnie Lublana) z połączenia III i IV batalionu 4 Pułku Piechoty Obrony Krajowej Klagenfurt oraz nowo utworzonego batalionu. Pułk został włączony w skład 44 Brygady Piechoty Obrony Krajowej Laibach należącej do 22 Dywizji Piechoty Obrony Krajowej Graz.
Pułk był uzupełniany systemem terytorialnym. W tym celu został utworzony pułkowy okręg uzupełnień z Komendą Okręgu Uzupełnień Nr 27 (niem. Landwehr Ergänzungsbezirks Commando Nr 27 Laibach). Komendantowi okręgu uzupełnień podlegali oficjałowie ewidencyjni, eksponowani w miejscowościach: Stein, Gurkfeld, Gottschee, Rudolfswert, Adelsberg i okolicy Laibach oraz asystenci ewidencyjni, eksponowani w miejscowościach: Littai, Tscherneblm, Volsca i Loitsch. Komendant okręgu był równocześnie komendantem Okręgu Uzupełnień Pospolitego Ruszenia Nr 27 Laibach (niem. Landstrumbezirks Commando Nr 27 zu Laibach). Okręg ten został utworzony 1 października 1901 roku z połączenia batalionowych okręgów uzupełnień nr 24 Rudolfswert i nr 25 Laibach.
1 listopada 1907 roku pułkownik Bruno von Schmidt został mianowany generałem majorem i komendantem 87 Brygady Piechoty OK Linz.
4 grudnia 1910 roku pułkownik Eduard Kreysa został mianowany generałem majorem ze starszeństwem z 1 listopada 1910 roku i komendantem 52 Brygady Piechoty OK Leitmeritz.
11 kwietnia 1917 roku został przemianowany na 2 Górski Pułk Strzelców (niem. Gebirgs Schützenregiment Nr 2).

## Żołnierze pułku
Komendanci pułku
- płk Bruno von Schmidt (1903 – 1907)
- płk Eduard Kreysa (1908[9] – 1910)
- płk Heinrich Thalhammer (1910)
- płk Karl Zahradniczek (1914)

Obsada personalna w 1902 roku
- komendant pułku – płk Bruno von Schmidt
- adiutant pułku – por. Ernst Liendl
- komendant Okręgu Uzupełnień Nr 27 – ppłk Robert von Franck
- komendant 1 batalionu – mjr Karl Walter
- komendant 2 batalionu – mjr Bernard Obwurzer
- komendant 3 batalionu – ppłk Johann Lavrič

Oficerowie
- ppor. Jarosław Powroźnicki